# Carmen Navarro (actriz)
María del Carmen Navarro González (Valencia, España, 15 de julio de 1966), más conocida como Carmen Navarro, es una actriz española con una larga trayectoria en cine, televisión y teatro en su natal, que ha alcanzado gran popularidad gracias a su personaje «La Conejo» en la telenovela La reina del sur.

## Biografía
Licenciada en la Escuela de Arte Dramático y Danza de Valencia, con una amplia formación en torno a la actuación y artes escénicas, comienza su carrera en la película El baile del pato en el año 1989, desde entonces participa en varias películas y Series de Televisión, así como actúa en obras de Teatro.
En 2013 escribe y dirige su primera obra de Teatro, "Retales".

## Filmografía

### Televisión
- Esto es lo que hay (1995)
- Móntatelo (1995)
- Éste es mi barrio (1996)
- Querido maestro (1997)
- Señor alcalde (1998)
- Manos a la obra (1998)
- El comisario (2000-2005)
- El inquilino (2004)
- Mujeres (2006)
- El síndrome de Ulises (2008)
- La que se avecina (2009)
- La reina del sur (telenovela) (2011)
- Con el culo al aire (2013)
- Sin senos sí hay paraíso (2017)
- La reina del sur 2 (telenovela) (2019)

### Cine
- El baile del pato (1989), dirigido por Manuel Iborra.
- Tacones lejanos (1991), dirigida por Pedro Almodovar
- Los gusanos no llevan bufanda  (1992) - Dirigida por Javier Elorrieta
- La boutique del llanto (1995), cortometraje dirigido por Iñaki Peñafiel
- Mi jarrón chino (1996), cortometraje dirigido por Miguel Ortiz
- Perdóname bonita, pero Lucas me quería a mí (1997), dirigida por Dunia Ayaso y Félix Sabroso
- Torrente, el brazo tonto de la ley (1998), dirigido por Santiago Segura
- Vientos del Mal (2000), cortometraje dirigido por Daniel Múgica
- La Bruja (2000), cortometraje dirigido por Nicanor J. Cardeñosa
- El señor Oconor (2000), cortometraje dirigido por Mariano Santiago
- Eres mi héroe (2003), dirigida por Nicanor J. Cardeñosa
- Àusias March (2003) - dirigida por Daniel Múgica
- Matar al ángel (2004), dirigida por Daniel Múgica

### Teatro / Artes escénicas
- Vía (Danza Contemporánea) (1986), dirigida por Gracel Meneu
- La Miloxta Teatre (1986/88), dirigida por Colectiva
- El Show de Toni River (Cabaret) (1987), dirigida por Toni River
- Cenicienta Superstar (Musical) (1988), dirigida por Fila 7
- A veces de lo que va es suficiente (Danza) (1988), dirigida por Antonia Andreu
- La revolución transparente (1989), dirigida por Manuel Palacios
- Noche de carnaval (Presentadora) (1989) en el Círculo De Bellas Artes de Madrid
- El turco en Italia (Ópera, bailarina) (1990), dirigida por Lluís Pascual
- Air Veneno (Las Veneno) (1993/96), dirigida por Ferrán Rañé
- Veneno pa' ti (Las Veneno) (1993/96), dirigida por Ferrán Rañé
- Estoy viva de milagro (2001/02), dirigida por Juana Cordero
- Mercado inmobiliario (2004/05), dirigida por Nicanor J. Cardeñosa
- Bésame Nosfe (2006) (Lectura dramatizada), dirigida por Manuel Molins
- La duquesa al hoyo… (2008/09), dirigida por Joseluís Sáiz
- La que se avecina (2009) - Inés LaFontaine
- Sé infiel y no mires con quién (2011), de Descalzos Producciones
- Rumores (2011), de Descalzos Producciones
- La antesala (2013), dirigida por Inés Piñole
- La cena (2013) (Microteatro), dirigida por: Andrés Pajares
- Yerma (2013), dirigida por Miguel Narros
- Caperucita en Manhattan (2025). Dir.ª: Lucía Miranda. Personaje protagonista. Teatro de la Abadía, Sala Juan de la Cruz.